# Okręg wyborczy nr 42 do Senatu Rzeczypospolitej Polskiej
Okręg wyborczy nr 42 do Senatu Rzeczypospolitej Polskiej obejmuje obszar części miasta na prawach powiatu Warszawy (województwo mazowieckie) – dzielnice: Praga-Południe, Praga-Północ, Rembertów, Targówek i Wesoła. Wybierany jest w nim 1 senator na zasadzie większości względnej.
Utworzony został w 2011 na podstawie Kodeksu wyborczego. Po raz pierwszy zorganizowano w nim wybory 9 października 2011. Wcześniej obszar okręgu nr 42 należał do okręgu nr 18.
Siedzibą okręgowej komisji wyborczej jest Warszawa.

## Reprezentant okręgu
| Rok  | Rok  | Senator        | Komitet wyborczy                           |
| ---- | ---- | -------------- | ------------------------------------------ |
|      | 2011 | Marek Borowski | KWW Marka Borowskiego                      |
| 2015 |      | Marek Borowski | KWW Marka Borowskiego                      |
|      | 2019 | Marek Borowski | KKW Koalicja Obywatelska PO .N iPL Zieloni |
| 2023 |      | Marek Borowski | KKW Koalicja Obywatelska PO .N iPL Zieloni |

## Wyniki wyborów
Symbolem „●” oznaczono senatorów ubiegających się o reelekcję.

### Wybory parlamentarne 2011
| Kandydat                                                                                      | Kandydat               | Komitet wyborczy                                                | Głosów  | Głosów | Głosów |
| Kandydat                                                                                      | Kandydat               | Komitet wyborczy                                                | Liczba  | %      | +/–    |
| --------------------------------------------------------------------------------------------- | ---------------------- | --------------------------------------------------------------- | ------- | ------ | ------ |
|                                                                                               | Marek Borowski         | KWW Marka Borowskiego                                           | 104 238 | 50,26  | –      |
|                                                                                               | Zbigniew Romaszewski ● | Prawo i Sprawiedliwość                                          | 59 153  | 28,52  | –      |
|                                                                                               | Krzysztof Rybiński     | KWW Unia Prezydentów – Obywatele do Senatu                      | 33 665  | 16,23  | –      |
|                                                                                               | Radosław Piesiewicz    | KWW Radosława Piesiewicza Niezależnego Kandydata na Senatora RP | 10 361  | 5,00   | –      |
| Frekwencja: 64,31% Liczba głosów ważnych: 207 417 (96,14%) Źródło: Państwowa Komisja Wyborcza |                        |                                                                 |         |        |        |

● Zbigniew Romaszewski reprezentował w Senacie VII kadencji (2007–2011) okręg nr 18.

### Wybory parlamentarne 2015
| Kandydat                                                                                      | Kandydat           | Komitet wyborczy       | Głosów  | Głosów | Głosów |
| Kandydat                                                                                      | Kandydat           | Komitet wyborczy       | Liczba  | %      | +/–    |
| --------------------------------------------------------------------------------------------- | ------------------ | ---------------------- | ------- | ------ | ------ |
|                                                                                               | Marek Borowski ●   | KWW Marka Borowskiego  | 124 064 | 60,69  | +10,43 |
|                                                                                               | Piotr Andrzejewski | Prawo i Sprawiedliwość | 80 356  | 39,31  | +10,79 |
| Frekwencja: 65,12% Liczba głosów ważnych: 204 420 (95,47%) Źródło: Państwowa Komisja Wyborcza |                    |                        |         |        |        |

### Wybory parlamentarne 2019
| Kandydat                                                                                      | Kandydat          | Komitet wyborczy                           | Głosów  | Głosów | Głosów |
| Kandydat                                                                                      | Kandydat          | Komitet wyborczy                           | Liczba  | %      | +/–    |
| --------------------------------------------------------------------------------------------- | ----------------- | ------------------------------------------ | ------- | ------ | ------ |
|                                                                                               | Marek Borowski ●  | KKW Koalicja Obywatelska PO .N iPL Zieloni | 153 994 | 64,55  | –      |
|                                                                                               | Cezary Jurkiewicz | Prawo i Sprawiedliwość                     | 84 557  | 35,45  | –3,86  |
| Frekwencja: 74,47% Liczba głosów ważnych: 238 551 (97,21%) Źródło: Państwowa Komisja Wyborcza |                   |                                            |         |        |        |

### Wybory parlamentarne 2023
| Kandydat                                                                                      | Kandydat          | Komitet wyborczy                           | Głosów  | Głosów | Głosów |
| Kandydat                                                                                      | Kandydat          | Komitet wyborczy                           | Liczba  | %      | +/–    |
| --------------------------------------------------------------------------------------------- | ----------------- | ------------------------------------------ | ------- | ------ | ------ |
|                                                                                               | Marek Borowski ●  | KKW Koalicja Obywatelska PO .N iPL Zieloni | 178 104 | 69,72  | +5,17  |
|                                                                                               | Wojciech Zabłocki | Prawo i Sprawiedliwość                     | 77 370  | 30,28  | –5,17  |
| Frekwencja: 82,66% Liczba głosów ważnych: 255 474 (97,23%) Źródło: Państwowa Komisja Wyborcza |                   |                                            |         |        |        |